# 柳斑芋螺
柳斑芋螺（学名：Conus longurionis）为芋螺科芋螺屬下的一个种。